# Sit pardalenc de Nelson
El sit pardalenc de Nelson (Ammospiza nelsoni) és una espècie d'ocell de la família dels passerèl·lids (Passerellidae).

## Descripció

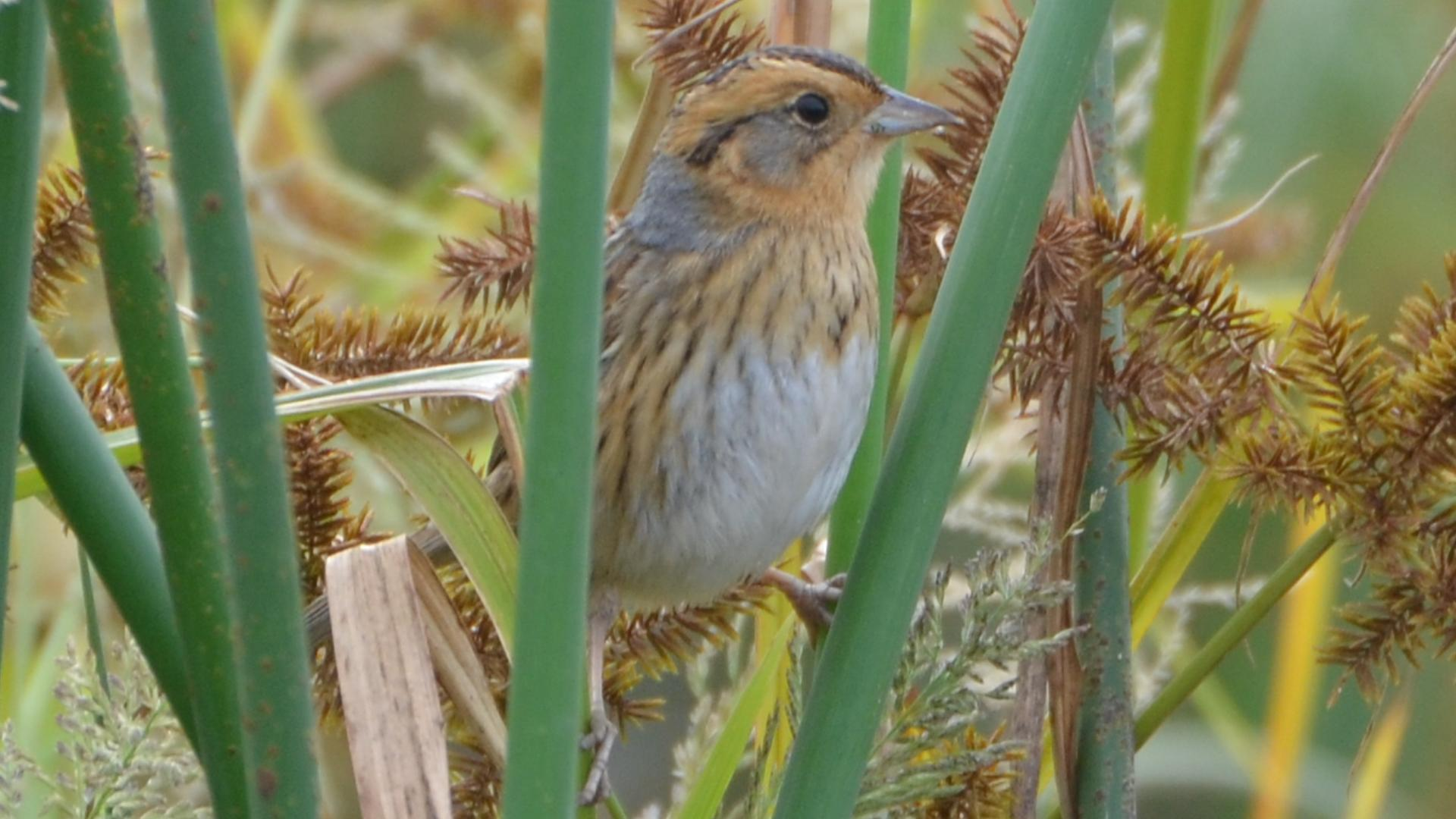
Sit pardalenc de Nelson al Santuari d'Ocells Migratòris de Riverlands, Missouri, EUA.

El sit pardalenc de Nelson destaca entre les diferents espècies d'ocells petits marrons. Tenen la cara de groc-taronja, galtes grises i una banda de color groc molt clara a través d'un pit finament ratllat. Aquests ocells de cua curta són criatures amagadisses, que passen la major part del temps sobre o prop del sòl en una vegetació densa de pantà. Es reprodueixen principalment als aiguamolls del nord de les Grans Planes i al llarg de la costa atlàntica del nord. A l'hivern es troben a les maresmes al costat del sit pardalenc d'aiguamoll que és molt similar, tant que els dos es consideraven la mateixa espècie fins al 1998.

## Distribució i hàbitat
Habita praderies humides i aiguamolls criant per una banda a la costa sud de la Badia de Hudson, per altra a la costa de Nova Brunswick i Nova Escòcia, i en tercer lloc des de l'est de Colúmbia Britànica, cap al sud fins a Dakota del Nord, sud-est deDakota del Sud i nord-oest de Minnesota. En hivern habiten més cap al sud, per la costa Atlàntica, des de Virgínia fins a Texas.
Els ocells que es reprodueixen a l'interior del continent ho fan en aiguamolls d'aigua dolça, des de la taigà fins als sots de la praderia, que contenen una àmplia gamma d'espècies vegetals com la boga, jonc, spartina, canya o ordi marítim. Els individus que crien al voltant de la Badia d'Hudson utilitzen aiguamolls que mantenen el nivell per sobre de la línia de la marea alta, amb canyes, festuca rogenca, hierochloe odorata, trèvol d'aigua, cua de cavall petita així com salze i bedoll nan. Es reprodueix al llarg de la costa atlàntica del Canadà i Nova Anglaterra i nidifica en zones humides de marea similars a les que prefereix el sit pardalenc d'aiguamoll, però també pot utilitzar camps de granja i pastures humides al costat dels rius, on les plantes de les famílies beckmannia i cyperus són clau.
Els sit pardalenc de Nelson migrants solen triar llocs semblants a l'hàbitat de reproducció tot i que s'han trobat en molts tipus d'aiguamolls incloses torberes. A l'època no reproductiva, els ocells hivernants es troben a les maresmes salades i salobres prop de les principals costes de l'oceà i del golf.

## Comportament
Aquests ocells migren cap a la costa sud-est dels Estats Units. S'alimenten a terra o a la vegetació dels pantans, de vegades sondejant al fang i mengen principalment insectes, invertebrats aquàtics i llavors. La crida és un trinat ronc, gairebé un so mecànic. Es pot donar en vol durant l'època de nidificació. El so s'ha comparat amb una gota d'aigua colpejant una paella calenta.

## Nidificació i cria
Els mascles competeixen per les femelles però no defensen territoris; de vegades ajuden a alimentar els joves. L'aparellament és en gran part promiscu per ambdós sexes; la paternitat múltiple en un niu és habitual. El niu és una copa oberta enganxada a la vegetació i propera a terra. A causa de la seva proximitat al sòl, són vulnerables a la pèrdua d'hàbitat i estan en risc a causa de l'augment del nivell del mar.

## Taxonomia
El sit pardalenc de Nelson va rebre el nom en honor d'Edward William Nelson, naturalista nord-americà. En un principi, aquest ocell i el sit pardalenc d'aiguamoll (Ammospiza caudacuta) van considerats com una sola espècie.
Es reconeixen tres subespècies:
- A. n. nelsoni (Allen, 1875), subespècie nominal, localitzada al centre i ocest de Canadaà i al centre-nord d'USA.
- A. n. altera (Todd, 1938), es troba al centre-est de Canadà.
- A. n. subvirgata (Dwight, 1887), localitzada al sud-est de Canadà i nord-est d'USA.